# Норт-Ліберті (Айова)
Норт-Ліберті (англ. North Liberty) — місто (англ. city) в США, в окрузі Джонсон штату Айова. Населення — 20 479 осіб (2020).

## Географія
Норт-Ліберті розташований за координатами 41°44′40″ пн. ш. 91°36′52″ зх. д. / 41.74444° пн. ш. 91.61444° зх. д. (41.744370, -91.614508).  За даними Бюро перепису населення США в 2010 році місто мало площу 20,29 км², уся площа — суходіл. В 2017 році площа становила 22,90 км², уся площа — суходіл.

## Демографія
Згідно з переписом 2010 року, у місті мешкали 13 374 особи в 5492 домогосподарствах у складі 3262 родин. Густота населення становила 659 осіб/км².  Було 5761 помешкання (284/км²).
Расовий склад населення:
| - 90,2 % — білих - 4,5 % — чорних або афроамериканців - 1,8 % — азіатів - 0,2 % — корінних американців |

До двох чи більше рас належало 2,3 %. Частка іспаномовних становила 3,5 % від усіх жителів.
За віковим діапазоном населення розподілялося таким чином: 28,1 % — особи молодші 18 років, 68,4 % — особи у віці 18—64 років, 3,5 % — особи у віці 65 років та старші. Медіана віку мешканця становила 29,2 року. На 100 осіб жіночої статі у місті припадало 96,0 чоловіків;  на 100 жінок у віці від 18 років та старших — 91,5 чоловіків також старших 18 років.
Середній дохід на одне домашнє господарство  становив 82 633 долари США (медіана — 72 451), а середній дохід на одну сім'ю — 94 304 долари (медіана — 84 795). Медіана доходів становила 52 708 доларів для чоловіків та 42 071 долар для жінок. За межею бідності перебувало 8,0 % осіб, у тому числі 11,2 % дітей у віці до 18 років та 4,3 % осіб у віці 65 років та старших.
Цивільне працевлаштоване населення становило 9351 осіб. Основні галузі зайнятості: освіта, охорона здоров'я та соціальна допомога — 32,9 %, виробництво — 10,9 %, мистецтво, розваги та відпочинок — 10,6 %.